# 체계화된 의학 명명법
체계화된 의학 명명법(영어: Systematized Nomenclature of Medicine, SNOMED)은 해부학, 질병, 소견, 절차, 미생물, 물질 등을 다루는 코드, 용어, 동의어 및 정의를 제공하기 위해 의학 및 수의학에서 사용하기 위한 체계적이고 컴퓨터로 처리 가능한 의학 용어들을 모아 놓은 것이다. 이를 통해 전문 분야와 진료 현장에서 의료 데이터를 일관되게 색인화, 저장, 검색 및 집계할 수 있다. 지금은 국제적이지만 SNOMED는 1973년에 미국 병리학회(CAP)에 의해 미국에서 시작되었고 1990년대에 개정되었다. 2002년에 미국 병리학회(CAP)의 SNOMED RT(SNOMED Reference Terminology)는 SNOMED CT(SNOMED Clinical Terms)를 만들기 위해 영국의 국민 보건 서비스(NHS)의 임상 용어 버전 3(이전에는 읽기 코드로 알려짐)와 병합되고 확장되었다.

## 같이 보기
- 의학
- 해부학
- 수의학
- 약물 종류